# 遺伝環
数学、とくに加群論として知られている抽象代数学の分野において、環 R は、R 上の射影加群のすべての部分加群が再び射影加群になるとき、遺伝環（いでんかん、英: hereditary ring）と呼ばれる。この条件が有限生成部分加群についてのみ要求されるときは、半遺伝環（はんいでんかん、英: semihereditary ring）と呼ばれる。
非可換環 R に対しては、左右の区別が必要であり、左遺伝的、左半遺伝的および左を右にした用語が使われる。左（半）遺伝的であるためには、射影左 R-加群のすべての（有限生成）部分加群が射影的でなければならないし、右（半）遺伝的であるためには、射影右 R-加群のすべての（有限生成）部分加群が射影的でなければならない。環が左（半）遺伝的だが右（半）遺伝的でないことはあり、左右を逆にしても同様である。

## 同値な定義
- 環 R が左（半）遺伝的であることと R のすべての（有限生成）左イデアルが射影加群であることは同値である[1][2]。
- 環 R が左遺伝的であることとすべての左加群が長さが高々 1 の射影分解をもつことは同値である。したがって通常の導来関手、例えば Exti
R  や  TorR
i  は i > 1 のとき自明である。

## 例
- 半単純環は同値な定義によって左右とも遺伝的であることが容易にわかる。すべての左右のイデアルは R の直和成分であり、したがって射影的である。同様に、フォン・ノイマン正則環において、すべての有限生成な左右のイデアルは R の直和成分であるので、フォン・ノイマン正則環は左右半遺伝的である。

- 非可換整域 R の任意の 0 でない元 x に対し、写像 {\displaystyle r\mapsto xr} によって {\displaystyle R\cong xR}である。したがって、任意の非可換整域において、単項右イデアルは自由ゆえ射影的である。これは非可換整域は右 Rickart 環（英語版） であるという事実を反映している。R が右ベズー整域であれば有限生成右イデアルは単項イデアルであるので R のすべての有限生成右イデアルは射影的であるということが従い、したがって R は右半遺伝環である。最後に、R が単項右イデアル整域であれば、すべての右イデアルは射影的であり R は右遺伝的である。

- 可換遺伝整域はデデキント整域と呼ばれる。可換半遺伝整域はプリューファー整域と呼ばれる。

- （左）遺伝環の重要な例は箙の道代数である。これは道代数上の加群に対し長さ 1 の標準分解が存在することの帰結である。

## 性質
- 左遺伝環 R に対し、自由左 R-加群のすべての部分加群は R の左イデアルの直和に同型で、したがって射影的である[2]。